# Editorial Männerschwarm
Männerschwarm Verlag GmbH es una editorial alemana fundada en 1992 con sede en Hamburgo.
El programa editorial, además de novela y ensayo LGBT, incluye cómics, libros sobre arte, científicos, historia y con menor frecuencia se publican guías de viaje y sobre otros temas y libros de fotografías.
Al fondo editorial de Männerschwarm pertenecen la colección Bibliothek rosa Winkel, que inicialmente habían sido editadas en la Editorial Rosa Winkel) hasta el año 2000. También pertenece a su fondo Edition Waldschlösschen, así como las Queer Lectures. La editorial también publica anualmente la revista Invertito, Jahrbuch für die Geschichte der Homosexualitäten, una de las pocas revistas del mundo dedicada exclusivamente a la historia LGBT.

## Historia
La editorial surgió de la librería Männerschwarm, situada en la Lange Reihe en Hamburgo, con el nombre MännerschwarmSkript Verlag, que se cambiaría posteriormente al actual Männerschwarm Verlag.